# Осока несправжньосмикавцева
Осо́ка несправжньосмикавцева, осока́ смикавцюва́та, осока́ польова́, паразина (Carex pseudocyperus) — багаторічна рослина родини осокових. Лікарська і кормова рослина.

## Опис
Багаторічна рослина заввишки до 80 см. Листки сизо-зеленого кольору довші, ніж стебла. Колосків 3−6 , вони зближені, жіночі колоски завдовжки до 6 см. Лусочки, що покривають квітки, ланцетошилоподібні, зелені. Цвіте у травні на болотах, берегах річок. Широко розповсюджений вид.

## Середовище зростання
Вид росте на півдні Канади, півночі США, північному заході Африки й у Євразії.
В Україні вид зростає на низинних болотах, в черновільшаниках, по берегах річок — у Поліссі, Лісостепу, спорадично; в Степу, Закарпатті та Прикарпатті, гірському Криму, зрідка.